# 876-й истребительный авиационный полк
876-й истребительный авиационный полк (876-й иап) — воинская часть Военно-воздушных сил (ВВС) Вооружённых Сил РККА, принимавшая участие в боевых действиях Великой Отечественной войны.

## Наименования полка
За весь период своего существования полк несколько раз менял своё наименование:
- 632-й истребительный авиационный полк [1];
- 876-й истребительный авиационный полк [1].

## История и боевой путь полка
Полк сформирован в ноябре 1941 года как 632-й истребительный авиационный полк при Ульяновской военной авиационной школе пилотов по штату 015/174 (2 эскадрильи и 20 самолётов) на самолётах И-15бис. В декабре убыл в состав 13-го запасного иап. С 16 декабря 1941 года полк в 13-м запасном истребительном авиационном полку Приволжского военного округа в г. Кузнецк Пензенской области освоил истребители Як-1. 25 апреля 1942 года полк переименован в 876-й истребительный авиационный полк. Окончив переучивание 18 мая 1942 года полк перелетел на Брянский фронт на аэродром Задонск и вошёл в состав вновь сформированной 206-й истребительной авиационной дивизии 2-й воздушной армии .
С 24 мая 1942 года полк в составе 206-й истребительной авиационной дивизии 2-й воздушной армии Брянского фронта вступил в боевые действия против фашистской Германии и её союзников на самолётах Як-1 . 
Первая известная воздушная победа полка в Отечественной войне одержана 31 мая 1942 года: звеном Як-1 в воздушном бою в районе юго-восточнее ст. Ржава сбит немецкий разведчик-корректировщик  Focke-Wulf Fw 189 Uhu .
В ходе Харьковской операции и дальнейших боевых действий полк :
- выполнил боевых вылетов — 306 [1];
- провёл воздушных боёв — 12 [1];
- сбил самолётов противника — 3 [1].

Понёс потери:
- лётчиков — 5 (боевые) [1];
- самолётов — 7 (боевые — 6; небоевые — 1) [1].

С 1 июня полк вместе с 206-й истребительной авиационной дивизией передан в состав 8-й воздушной армии Юго-Западного фронта и приступил к боям в оборонительных сражениях Юго-Западного фронта на полтавском, купянском и валуйско-россошанском направлениях. С 17 июня полк боевой работы не вёл, а с 20 июля полк передан в 13-й запасной истребительный авиационный полк на переформирование, где находился до 22 августа 1942 года. 26 августа 1942 года полк расформирован в 13-м зиап приказом командира 3-й запасной авиационной бригады.

### Участие в операциях и битвах
- Харьковская операция (1942) - с 25 мая 1942 года по 25 мая 1942 года.

### В составе действующей армии
В составе действующей армии полк находился с 24 мая 1942 года по 15 июля 1942 года.

## Командиры полка
- капитан, майор, к-н, м-р Григоренко Моисей Фомич[1], 12.1941 — 26.08.1942

## В составе соединений и объединений
| Период        | Фронт (округ)             | армия               | дивизия                                       | примечание                       |
| ------------- | ------------------------- | ------------------- | --------------------------------------------- | -------------------------------- |
| 11.1941 г.    | Приволжский военный округ | ВВС округа          | Ульяновская ВАШП                              | Ульяновск, И-15                  |
| 16.12.1941 г. | Приволжский военный округ | ВВС округа          | 13-й запасной истребительный авиационный полк | Кузнецк Пензенская область, Як-1 |
| 19.05.1942 г. | Брянский фронт            | 2-я воздушная армия | 206-я истребительная авиационная дивизия      | Задонск, Як-1                    |
| 01.06.1942 г. | Юго-Западный фронт        | 8-я воздушная армия | 206-я истребительная авиационная дивизия      | Як-1                             |
| 20.07.1942 г. | Приволжский военный округ | ВВС округа          | 13-й запасной истребительный авиационный полк | Кузнецк Пензенская область       |
| 26.08.1942 г. | Приволжский военный округ | ВВС округа          | 13-й запасной истребительный авиационный полк | расформирован                    |

## Самолёты на вооружении
| Период            | Самолёты | Фото | Период         | Самолёты | Фото |
| ----------------- | -------- | ---- | -------------- | -------- | ---- |
| 11.1941 — 12.1941 | И-15     | И-15 | 02.1943 — 1945 | Як-1     | Як-1 |